# Eston Kohver
Eston Kohver (* 1971) ist ein estnischer Beamter der Verfassungsschutzbehörde Kaitsepolitseiamet. Er wurde am 5. September 2014 von einer Einheit eines Geheimdienstes der Russischen Föderation in der Nähe eines Grenzübergangs im Kreis Võru verhaftet und nach Russland verschleppt. Seine Aufgaben und der genaue Ort, an dem er aufgegriffen wurde, werden von den beteiligten Regierungen unterschiedlich dargestellt. Kohver wurde im August 2015 zu 15 Jahren Haft verurteilt und einen Monat später bei einem Agentenaustausch freigelassen.

## Verhaftung an der Grenze und Haft in Russland
Nach Angaben von estnischen Behörden hatte Kohver den Auftrag, Schmuggler zu bekämpfen. Ausgerüstet mit einer Pistole, 5000 € und einer Abhöreinrichtung im Gepäck, die er einem Informanten übergeben wollte, begab er sich zu einem Treffen nahe dem Grenzübergang bei Miikse. Als Unterstützung hielt sich eine estnische Polizeieinheit in der Nähe auf. Das Treffen war eine Falle: Kohver wurde mit Blendgranaten kampfunfähig gemacht und die Unterstützungseinheit der Esten wurde durch Störsender und Rauchgranaten handlungsunfähig gemacht. Anschließend verschleppten mehrere Männer Kohver in den Wald in Richtung der russischen Grenze.
Estnische Stellen hatten anfangs angenommen, den Fall in Zusammenarbeit mit Behörden der Russischen Föderation aufklären zu können. Zunächst hatten Einheiten der estnischen und der russischen Grenzpolizei eine gemeinsame Untersuchung durchgeführt, und die Spurenlage schien den Überfall wie beschrieben auf estnischem Staatsgebiet zu bestätigen. Kurze Zeit später weigerte sich der zuständige Kommandeur der russischen Grenztruppen, den Bericht zu unterschreiben.
Kohver selbst, ein Gerät, das als Abhöreinrichtung beschrieben wurde, eine Taurus PT25 Pistole und 5000 € wurden im russischen Fernsehen vorgeführt. Kohver wurde ins Lefortowo-Gefängnis in Moskau gebracht und später vor ein russisches Gericht gestellt.

### Verurteilung
Kohver wurde im August 2015 von einem Gericht in Pskow wegen Spionage, illegalen Waffenbesitzes und unrechtmäßigen Grenzübertritts schuldig gesprochen und zu 15 Jahren verschärfter Lagerhaft verurteilt. Die estnische Regierung und andere Staaten protestierten. Es habe weder eine öffentliche Anhörung gegeben noch einen angemessenen Rechtsbeistand – nicht einmal der diplomatische Vertreter Estlands habe das Verfahren beobachten dürfen. Das russische Außenministerium reagierte auf die Kritik und behauptete, es hätte sich um ein reguläres Strafverfahren gehandelt und es gäbe keine Basis, an dessen Gesetzmäßigkeit und Gültigkeit zu zweifeln.
Auf der Internetplattform lenta.ru, der von Beobachtern der OSZE vorgeworfen wird, unter staatlicher Kontrolle zu stehen, wurde eine Stellungnahme von Kohvers Anwalt Mark Feygin präsentiert, in der der von einem Deal seines Mandanten mit den Ermittlern sprach, der ein Schuldeingeständnis beinhalten soll. Feygin war ebenfalls der ukrainischen Soldatin und Politikerin Nadija Sawtschenko als Anwalt zugeteilt, die man im Juni oder Juli 2014 aus der Ostukraine nach Russland verschleppt hatte.

## Freilassung
Kohver wurde bei einem Agentenaustausch von den Behörden der Russischen Föderation am 26. September 2015 gegen Alexei Dressen ausgetauscht, einen ehemaligen Mitarbeiter estnischer Sicherheitsbehörden, der für Russland spioniert haben soll.

## Russisch-Ukrainischer Krieg
Estnische Politiker entschieden sich, den Konflikt nicht weiter aufzuspielen. 
Man vermutete, dass der Überfall von Stellen der Russischen Föderation durchgeführt wurde, um möglicherweise einen globalen Zusammenhang zu inszenieren, den Russland nutzen könne, um Estland zu bedrohen. Die Verhaftung fand zwei Tage nach dem Besuch von US-Präsident Barack Obama statt, bei dem er den NATO-Partnern die volle Unterstützung im Kontext des Russisch-Ukrainischen Kriegs zugesichert und die Aufstellung der schnellen Eingreiftruppe Speerspitze angekündigt hatte.